# Bertrana poa
Bertrana poa là một loài nhện trong họ Araneidae.
Loài này thuộc chi Bertrana. Bertrana poa được Herbert Walter Levi miêu tả năm 1994.